# Mesohomotoma tessmanni
Mesohomotoma tessmanni är en insektsart som först beskrevs av Aulmann 1912.  Mesohomotoma tessmanni ingår i släktet Mesohomotoma och familjen Carsidaridae. Inga underarter finns listade i Catalogue of Life.